# Mouroux
Mouroux är en kommun i departementet Seine-et-Marne i regionen Île-de-France i norra Frankrike. Kommunen ligger i kantonen Coulommiers som tillhör arrondissementet Meaux. År 2022 hade Mouroux 5 869 invånare.

## Befolkningsutveckling
Antalet invånare i kommunen Mouroux
| Referens: INSEE |